# Por-Bazhyn
Por-Bazhyng (em russo:  Пор-Бажың) é uma estrutura em ruínas atribuída ao Canato Uigur. Fica numa ilha no meio do lago Tere-Khol, na República de Tuva, na Rússia. O nome Por-Bazhyng provém da língua tuviniana e significa "casa de barro".

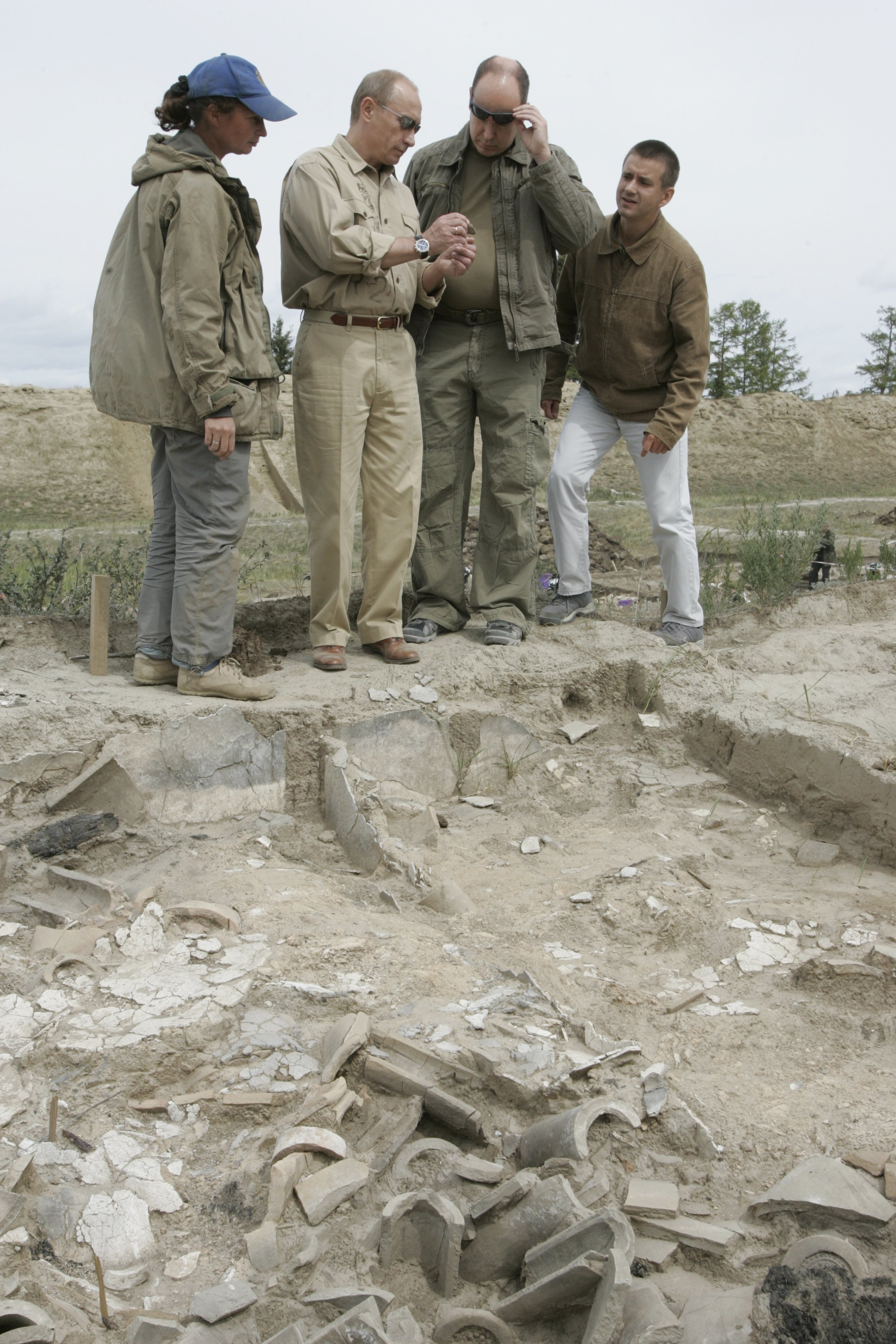
Visita de Vladimir Putin (então primeiro-ministro da Rússia) e de Alberto II do Mónaco em agosto de 2007.

Supõe-se que a estrutura terá sido construída por volta do século VIII, de acordo com a datação de objetos encontrados na ruína. Segundo István Fodor do Museu Nacional Húngaro, a identificação do propósito da estrutura é obscuro, porque são poucas as provas da atividade humana no local. Há teorias de que seria uma fortaleza, um palácio, um mosteiro, e um observatório astronómico. É possível, segundo Dmitriy Subetto, do Departamento de Geografia Física da RGPU, que a estrutura tenha sido abandonada antes de ficar completa, devido ao desconhecimento dos contrutores relativamente ao permafrost.
A escavação no local continua a ser feita, e o responsável Tigran Mkrtich avança que a estrutura terá sido construída por volta de 757 Entre os objetos há estelas de barro com impressões de pés humanos e desenhos coloridos no gesso do palácio.. Na, verdade, parece que terá sido construído, por volta do ano de 777, quando Tengri Bögü Khan, chefe do uigure Khaganate – um império que existia entre os séculos VIII e IX – converteu-se ao maniqueísmo e tornou-a a religião do Estado. Mas como, foi morto numa revolta antimaniqueísta, faz todo o sentido que, logo após a construção, o local sido completamente abandonado.